# Теодорово (Ліпновський повіт)
Теодорово (пол. Teodorowo, нім. Dietershof) — село в Польщі, у гміні Вельґе Ліпновського повіту Куявсько-Поморського воєводства.
Населення — 217 осіб (2011).
У 1975-1998 роках село належало до Влоцлавського воєводства.

## Демографія
Демографічна структура станом на 31 березня 2011 року:
|          | Загалом | Допрацездатний вік | Працездатний вік | Постпрацездатний вік |
| -------- | ------- | ------------------ | ---------------- | -------------------- |
| Чоловіки | 112     | 32                 | 72               | 8                    |
| Жінки    | 105     | 27                 | 58               | 20                   |
| Разом    | 217     | 59                 | 130              | 28                   |